# 麗澤中學

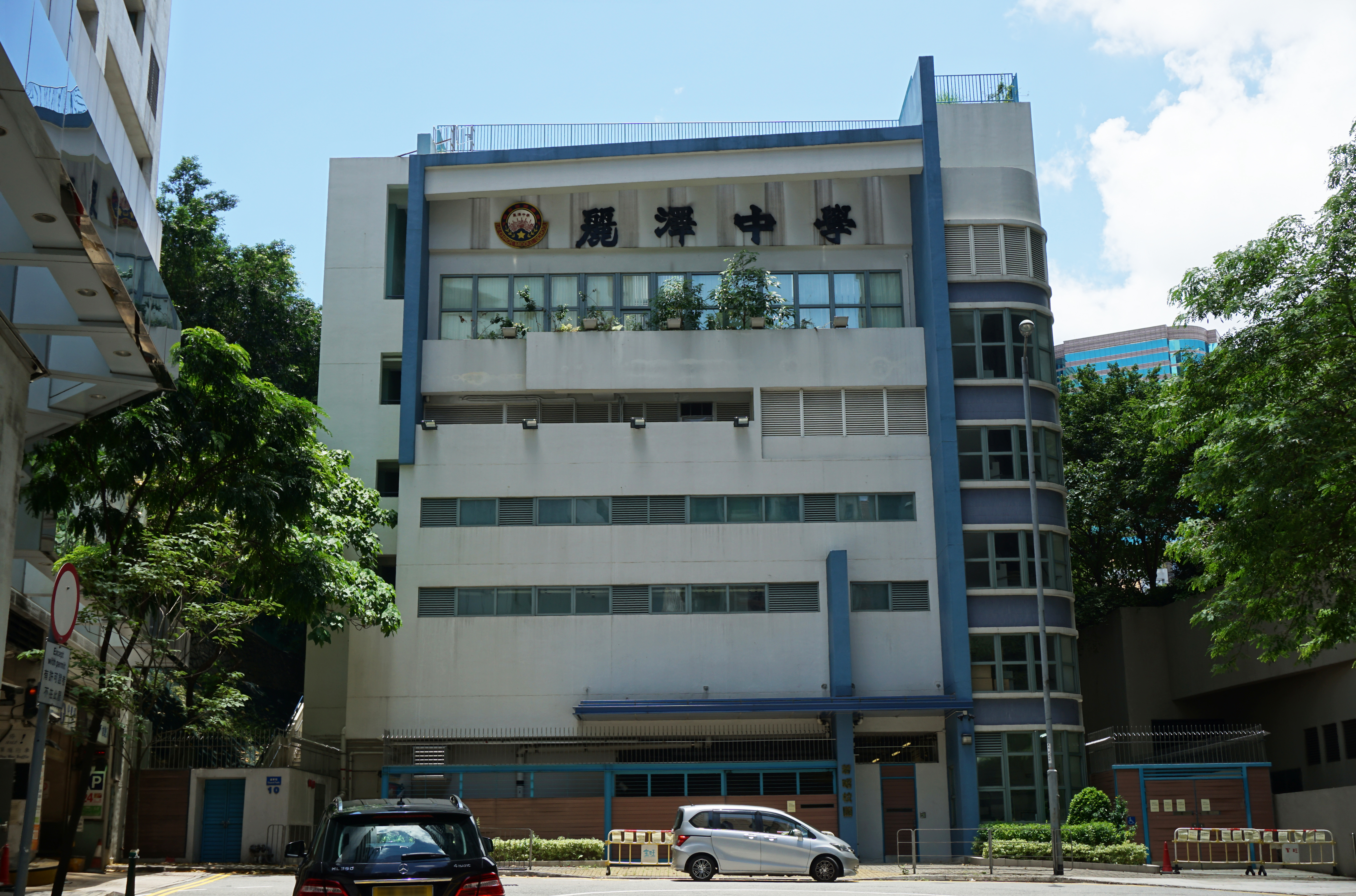
麗澤中學若昭校園

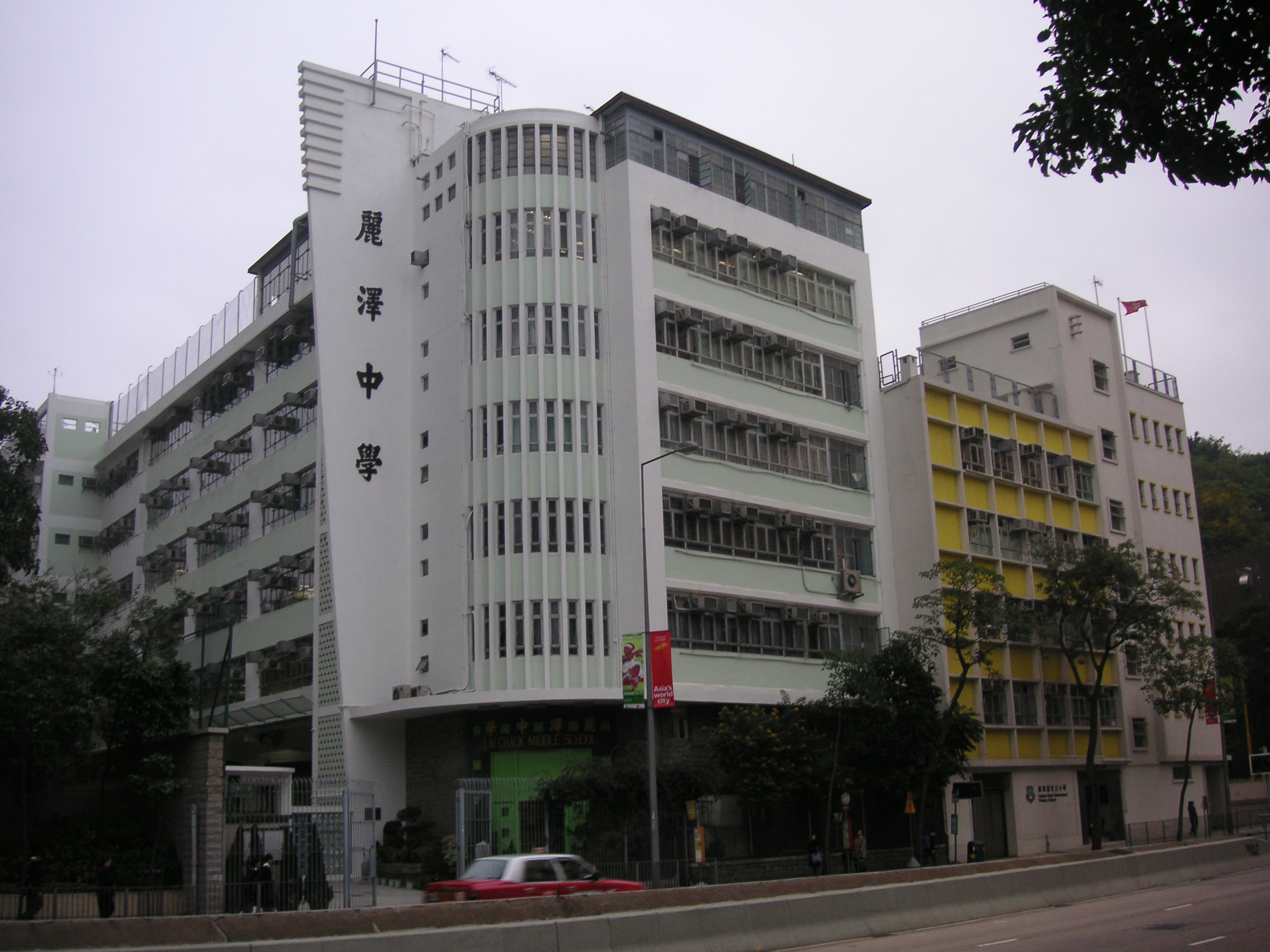
翻油前的麗澤中學逸芬校園

麗澤中學（英語：Lai Chack Middle School），是香港一所由政府資助的基督教中文中學，位於九龍尖沙咀西部。校訓「自強不息」，本於《易經》「天行健，君子以自強不息。 」意思是勉人當如日月之運行，周而復始，晝夜不息。

## 校政管理
歷任校監
- 梁逸芬 女士（1929年-1974年，創始人及校長；1987年逝世）[1]
- 林葉惠文 女士（1980年-1983年；1984年逝世）
- 姚智昌 先生（1983年-1992年；首三年為署任，其後獲得真除）
- 熊健威 先生（1992年-2001年）
- 劉國偉 先生（2001年起，現任校監）

歷任校長
- 梁逸芬 女士（1929年-1942年、1946年-1974年，創始人，兼任校監）[1]
  - 尤訪雪 女士（1942年-？，日佔時期校長）
  - 葉若昭 女士（？年-1946年，日佔時期校長，後出任校董；1994年逝世）
- 盧慧勤 女士（1974年-1983年；1986年逝世）
- 陳孝慈 先生（1983年-1987年）
- 李樹輝 先生（1987年-2005年）
  - 廖佩琪 女士（1994年-1995年，署理校長）
- 曾有成 先生（2005年-2018年）
- 李潔明 先生（2018年起，現任校長）

歷任副校長
- 葉若昭 女士[2] （1929年-1974年）
- 鄭慕珍 女士（1974年-1986年；後出任校董，1996年逝世）
- 巫秉駒 先生（1986年-1990年）
- 葉振南 先生（1990年-1993年）
- 廖佩琪 女士（1993年-1994年、1995年-2003年，任內離世）
  - 郭如茨 先生（1994年-1995年，署理副校長）
  - 阮健添 先生（2003年-？，署理副校長）
- 蔡麗芳 女士
- 楊國民 先生

## 班級結構
麗澤中學設有24班，中一至中六各4班。
- 中一級:甲、乙、丙、丁班
- 中二級:甲、乙、丙、丁班
- 中三級:甲、乙、丙、丁班
- 中四級:甲、乙、丙、丁班
- 中五級:甲、乙、丙、丁班
- 中六級:甲、乙、丙、丁班

## 學校設施
全校設空調及無線網絡，所有課室均設有紅外線無線麥克風系統、擴音器、電腦、實物投影機、LCD投影機及掛幕。
另有流動手提電腦、LCD投影機、電視機多台。
- 多媒體學習中心
- 蘋果電腦實驗室
- 電腦室
- 校園電視台
- 通識研習室
- 輔導室
- 升學就業輔導室
- 英語中心
- 教學資源室
- 學生自治會及四社室
- 圖書館
- 數碼工作室
- 多用途室
- 禮堂
- 空中花園

## 四社
麗澤中學有4個學社，它們分別是：仁社（紅）、義社（黃）、禮社（藍）和智社（紫）。每個學生入學時都會隨機分配入四社，在為社際競技時的分組之用。另外亦設有級社傳統。

## 聯課活動

### 學會
- 中文學會
- 英文學會
- 數學學會
- 自然科學學會
- 通識及人文科學會

### 興趣小組
- 資訊科技小組
- 生活藝術小組
- 乒乓球小組
- 羽毛球小組
- 空手道小組
- 笛子小組
- 茶艺小组

### 紀律及服務活動
- 女童軍
- 紅十字會
- 義工隊
- 公益少年團
- 少年警訊
- 民安隊

### 校隊
- 合唱團
- 銅管樂隊
- 籃球隊

## 校友
更多有關資訊可見於維基學院麗澤中學校友列表